# Колосков Юрій Олександрович
Юрій Олександрович Колосков (нар. 3 листопада 1924, Чернігів — 16 березня 1980, Москва) — фахівець у галузі ракетобудування. Конструктор ракет «Супутник», «Схід», «Схід», «Н-1», «Протон» та ін. За свою роботу, пов'язану з розробкою ракети-носія «Протон», в 1970 році нагороджений Державною премією СРСР. Син радянського винахідника О. І. Колоскова.

## Біографія
Народився 3 листопада 1924 року в Чернігові. У 1942 році закінчив середню школу в Москві. У 1943 році став студентом Московського Вищого технічного училища імені Н. Е. Баумана, яке закінчив у 1947 році. У 1946 році увійшов до складу першої групи студентів, спрямованих у відділ 3 СКБ під керівництвом С. П. Корольова. Після успішного захисту диплому 26 травня 1948 року Колосков переведений на інженерну роботу. З 1948 року досить часто входить до складу «команди» С. П. Корольова, яка виконує роботи з контрольно-випробувальної перевірки виробів перед відправкою на полігон і його пуском, в тому числі на Державний центральний полігон. Створення першого покоління балістичних ракет Р-1 і Р-2, яке поклало початок вітчизняному ракетобудуванню, здійснювалося за безпосередньої та активної участі Ю. О. Колоскова.
У 1950 році на базі СКБ було створено Особливе конструкторське бюро № 1 (ОКБ-1) по розробці ракет дальньої дії. Начальником і головним конструктором був призначений С. П. Корольов. Під його керівництвом Ю. О. Колосков активно бере участь в розробці, виготовленні, випробуваннях вузлів і агрегатів ракети Р-5, а у 1956 році — ракети Р-7. Постановою від 20 травня 1960 міжконтинентальна балістична ракета Р-7 була прийнята на озброєння.
У 1962—1963 роках ведуться роботи зі створення ракети-носія Н-1. Ю. О. Колосков очолював організаційні роботи з випуску проєктної та конструкторської документації на першому етапі створення ракети-носія, яка призначена для виведення на орбіту корисного вантажу з масою до 90 тонн.
11 жовтня 1963 року Юрій Олександрович був переведений в філію Центрального конструкторського бюро машинобудування, під керівництвом В. Н. Бугайського. Тут він працював спочатку провідним конструктором, потім головним провідним конструктором і технічним керівником по ракеті-носію «Протон». Запуск важких супутників «Протон-1», «Протон-2», «Протон-3», «Протон-4» дозволив відкрити дорогу новим напрямкам у розвитку експериментальної і теоретичної астрофізики і фізики елементарних частинок.
З березня 1968 року і до кінця життя Юрій Олександрович бере участь в здійсненні запусків космічних станцій серії «Зонд» і «Місяць», міжпланетних космічних апаратів «Венера» і «Марс», супутників зв'язку «Стаціонар-1» і «Стаціонар-2», супутників серії «Екран».
Видатний конструктор Юрій Олександрович Колосков помер 16 березня 1980 року. Похований він в Москві, на Ваганьковському кладовищі.

## Літературна діяльність
У 1949 році Юрій Колосков написав науково-фантастичну п'єсу «У нас і у них», яка розповідала про підготовку в СРСР польоту на Місяць, а один з її головних героїв — конструктор Корінь очолював цей сміливий науково-технічний проект.

## Нагороди
- Орден Трудового Червоного Прапора (1960).
- Державна премія СРСР «За роботу в області спеціального апаратобудування» (1970).
- Орден Жовтневої Революції (1980).

## Пам'ять
12 лютого 2016 року розпорядженням міського голови Чернігова, Владиславом Атрошенко, вулицю Будьонного перейменували на вулицю Колоскових.